# Ґотем
Ґотем-Сіті (англ. Gotham City) — вигадане місто, в якому відбувається дія історій про Бетмена. Розташоване на Східному узбережжі США. Похмурий мегаполіс з гіпертрофованими вадами. Його прототипом є Нью-Йорк, антиподом — вигадане місто Метрополіс, де живе Супермен. Це враження посилюється від того, що в Метрополісі дія зазвичай відбувається вдень, а в Ґотем-Сіті вночі. Згідно з фігуральним висловом одного з перших авторів Бетмена Денніса О'Ніла, Метрополіс — це Нью-Йорк вище 14-ї вулиці, а Ґотем — Нью-Йорк нижче 14-ї вулиці.
У сучасному кіновсесвіті DC Comics прототипом Ґотем-Сіті стало Чикаго (з елементами Нью-Йорка), а прототипом Метрополіса — Ванкувер (з елементами Нью-Йорка).

## Походження назви
Походить від англ. Goat — козел, назва міста буквально означає «Козлине». Ґотем — реальне англійське село у графстві Ноттингемшир. В англійському фольклорі воно фігурує в анекдотах про дурнів. Легенда оповідає про те, як мешканці села прикинулися божевільними, щоб віднадити англійського короля Іоанна Безземельного будувати поблизу мисливський будинок або замок, бо тоді їм стало б заборонено полювати в лісах навколо. В найвідомішій історії вони побудували огорожу навколо зозулі, щоб не дати їй відлетіти. В XVI столітті ці історії вийшли в збірнику «Веселі оповідки про безумців з Ґотема, зібрані разом лікарем-доктором А. Б.» (Merrie Tales of the Mad Men of Gotham, gathered together by A.B. of Phisicke Doctour). Під А. Б. тут імовірно мається на увазі лікар, мандрівник і письменник XIV—XV століть Андрю Борде.
В 1807 році Вашингтон Ірвінг у збірнику сатиричних оповідань «Сальмагуді» порівняв село дурнів з Нью-Йорком, з цього часу слово «Ґотем» перетворилося на одне з його прізвиськ. Як ім'я вигаданого мегаполіса воно вперше з'явилося в лютому 1941 року (Detective Comics # 48), через півтора року після запуску коміксів про Бетмена. До того дія відбувалася або в Нью-Йорку, або в неназваному місті.

## Коротка історія міста
Ґотем-Сіті розташоване на східному узбережжі США, очевидно, в штаті Нью-Джерсі; недалеко від Метрополіса. Відповідно до інформації в коміксах відомо, що місто було засноване 1635 року шведським підданим Джоном Лоджерквістом. Поселення отримало назву «Форт Адольфус» (на честь шведського короля Густава II Адольфа). Свою теперішню назву форт отримав після переходу під владу Англії в 1674 році.
Неблагополучну історію Ґотема пов'язують із його невдало обраною назвою, в якій можна помітити спотворену фразу «goddam» — «проклятий богом». Відзначається також, що розповіді про дурнів — лише романтизована інтерпретація давніших переказів, у яких насправді мова йде про божевілля. Менш достовірна легенда (викладена в коміксах) стверджує, що під час Війни за Незалежність територія Ґотема була місцем проведення окультних обрядів, які пробудили злий дух міста. Цими містичними збігами намагаються пояснити той факт, що Ґотем став місцем підвищеної концентрації всіляких зловісних сил, а також цілком земних вад: злочинності та корупції. Хай там як, місто міцно набуло слави одного з найбільш неблагополучних мегаполісів країни.
Як і інші міста півночі США в XIX столітті, Ґотем стрімко розвивався завдяки припливу європейських переселенців. До кінця століття він перетворився на найбільший промисловий і фінансовий центр. Бурхливе зростання супроводжувалося суперечливими соціальними процесами, коли на одному полюсі стрімко зростав добробут вузького шару магнатів, а на іншому — накопичувалися мільйони напівзлиденних іммігрантів, чиє принижене існування стало живильним середовищем для злочинності. Мафія остаточно підпорядкувала собі місто з настанням у 1920 році ери Сухого закону. У Ґотемі вплив гангстерів був масштабнішим і тривалішим, ніж у середньому по країні.
Реформування поліції і часткове викорінення вірусу корупції пов'язане з діяльністю комісара поліції Джеймса Ґордона та окружного прокурора Гарві Дента (згодом він став жертвою замаху і перетворився на маніяка Дволикого). За підтримки муніципальної влади органи правопорядку почали хрестовий похід проти злочинності. Однак відмінною рисою кримінальної ситуації Ґотема стала поява плеяди суперлиходіїв. Як правило, це були психопати, які володіли деякими феноменальними (незвичайними) здібностями. Вони очолювали власні банди і влаштовували широкомасштабний терор проти містян. Влада була безсила протистояти новій загрозі, тому уклала офіційний договір з Бетменом — таємничим героєм, який взявся захищати місто. Комісар Гордон, який спочатку мав намір зловити Бетмена, переконався в його добрих намірах і дозволив встановити на даху поліцейського управління прожектор, яким викликали героя в разі небезпеки.
У коміксах і мультфільмах місто пережило найрізноманітніші катаклізми: заморожування, землетрус, епідемію чуми, ізоляцію від решти країни тощо.
Ґотем потерпає від екологічних проблем, викликаних насамперед надзвичайною скупченістю забудови. Архітектурний вигляд міста сформувався на початку XX століття: Центральна частина забудована в неоготичному стилі і має надурбанізований вигляд. Місто — значний економічний центр: тут є фондова біржа, офіси банків і корпорацій. Велика кількість театрів і музеїв, університет. З особливих визначних пам'яток — психіатрична лікарня Аркем, де утримують вцілілих неординарних злочинців.